# Westervoort
Westervoort (anhörenⓘ) ist ein niederländisches Dorf und eine Gemeinde der Provinz Gelderland und hatte am 1. Januar 2025 nach Angaben des CBS 15.202 Einwohner.

## Lage und Wirtschaft
Westervoort liegt am Nederrijn, dort wo die IJssel nach Nordosten abzweigt, und zwar unmittelbar östlich der IJssel. Die Brücke bei Westervoort verbindet das Dorf mit dem westlichen Nachbarn, der Stadt Arnheim. Westervoort hat ein Gewerbegebiet mit überwiegend kleinen Unternehmen. Das Dorf ist ein Vorort von Arnheim, wo die meisten Einwohner beschäftigt sind.
Das Dorf hatte von 1856 bis 1936 einen Bahnhof an der Bahnstrecke Oberhausen–Arnheim. Im Jahr 2011 wurde der neue Bahnhof Westervoort eröffnet. Autofahrer können Westervoort über die Ausfahrt No. 27 der Autobahn A12 (Arnheim–Oberhausen) erreichen.
Der östliche Nachbar von Westervoort ist Duiven, wo sich auch die Gemeindearchive befinden.

## Geschichte
Der Ort Westervoort wurde 726 zum ersten Mal urkundlich erwähnt. Der Heilige Werenfried soll hier im 8. Jahrhundert eine Kirche erbaut haben, und auch in Westervoort gestorben sein. Die heutige Dorfkirche, die einzige bedeutende Sehenswürdigkeit der Gemeinde, stammt aus etwa 1150–1500, und wurde nach Kriegsschäden aus dem Zweiten Weltkrieg liebevoll restauriert. Am 10. Mai 1940, als im Zweiten Weltkrieg die deutsche Invasion auf die Niederlande begann, wussten niederländische Streitkräfte den Aufmarsch der deutschen Wehrmacht in Westervoort ein wenig zu verzögern, indem sie die IJsselbrücke sprengten. Diese Brücke ist seit 1855 (Eisenbahn) bzw. 1894 (Verkehrsweg) die Hauptverkehrsader des Dorfes. Bei der Operation Market Garden im Herbst 1944 erlitt Westervoort weitere Kriegsschäden. Die IJsselbrücke war 1946 wieder befahrbar. Nach etwa 1980 wurden die Äcker und Wiesen des Ortes, der bis dann überwiegend von der Landwirtschaft lebte, in neue Wohnvierteln für Pendler aus Arnheim umgewandelt.

## Politik

### Sitzverteilung im Gemeinderat
Der Gemeinderat wird seit 1982 folgendermaßen gebildet:
| Partei     | Sitze | Sitze | Sitze | Sitze | Sitze | Sitze | Sitze | Sitze | Sitze | Sitze | Sitze |
| Partei     | 1982  | 1986  | 1990  | 1994  | 1998  | 2002  | 2006  | 2010  | 2014  | 2018  | 2022  |
| ---------- | ----- | ----- | ----- | ----- | ----- | ----- | ----- | ----- | ----- | ----- | ----- |
| CDA        | 6     | 5     | 6     | 4     | 3     | 4     | 4     | 5     | 6     | 6     | 5     |
| GroenLinks | –     | –     | 1     | 1     | 2     | 2     | 2     | 2     | 1     | 2     | 4     |
| PvdA       | 3     | 7     | 5     | 4     | 6     | 5     | 8     | 5     | 2     | 1     | 3     |
| VVD        | 3     | 2     | 2     | 4     | 4     | 4     | 2     | 3     | 2     | 3     | 3     |
| D66        | –     | –     | 3     | 4     | 2     | 2     | 1     | 2     | 2     | 2     | 2     |
| SP         | –     | –     | –     | –     | –     | –     | –     | –     | 4     | 3     | –     |
| PPR        | 1     | 1     | –     | –     | –     | –     | –     | –     | –     | –     | –     |
| PSP        | 1     | 1     | –     | –     | –     | –     | –     | –     | –     | –     | –     |
| Gesamt     | 13    | 15    | 17    | 17    | 17    | 17    | 17    | 17    | 17    | 17    | 17    |

### Kollegium von Bürgermeister und Beigeordneten
Folgende Personen gehören zum Kollegium:
Bürgermeister
- Arend van Hout (VVD)

Beigeordnete
- Hans Sluiter (D66)
- Theo Kampschreur (CDA)
- Hans Breunissen (CDA)
- Rob Raaijman (SP)

Gemeindesekretär
- Peter Breukers

## Persönlichkeiten
- Theo Snelders (* 1963), ehemaliger Fußballtorhüter
- Sophie Souwer (* 1987), Ruderin
- Esmée Denters (* 1988), Singer-Songwriterin
- Jermaine Wattimena (* 1988), Dartspieler